# 陆军 (1965年)
陆军（1965年2月—），男，汉族，宁夏中卫人，中华人民共和国政治人物。现任宁夏回族自治区政协副主席，中共宁夏回族自治区党委统战部常务副部长、民委（宗教局）党组书记。